# Jardim Zoológico de Calgary

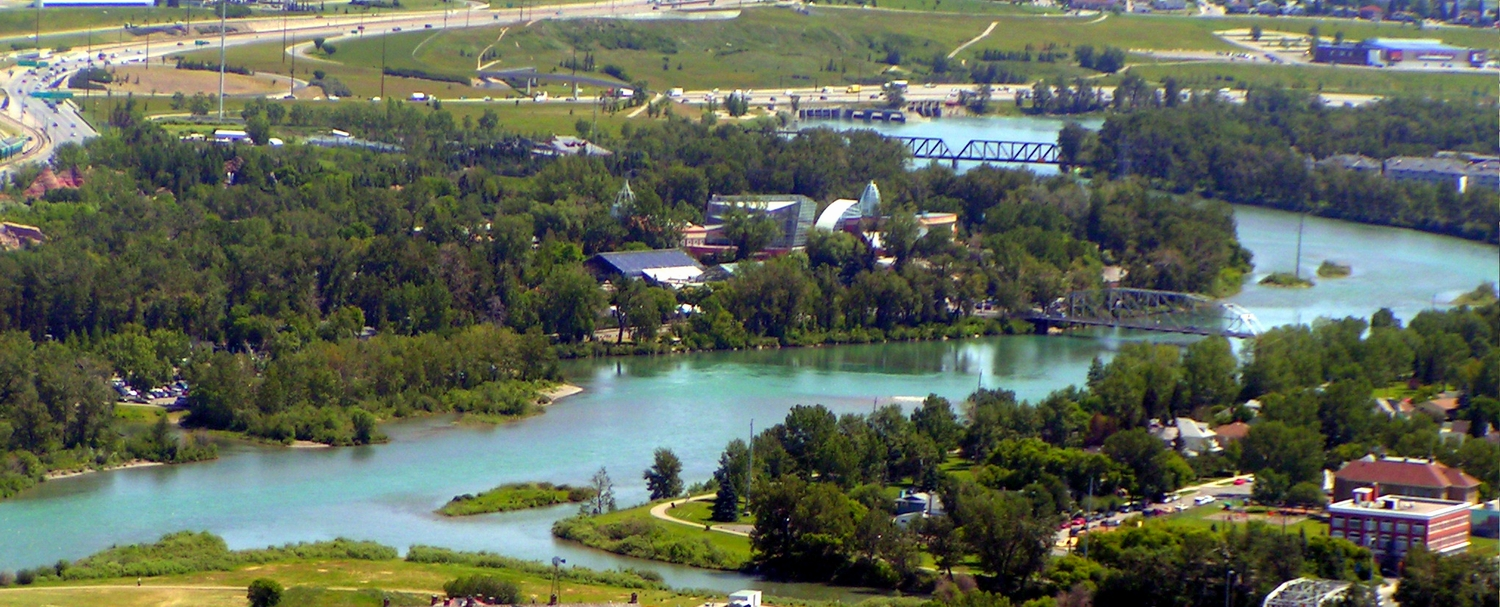
O Zoo de Calgary na Ilha de S. Jorge

O Zoo de Calgary, estabelecido em 1929, localiza-se na cidade de Calgary, Alberta, Canadá. O zoo fica a este da baixa da cidade e muito perto desta (adjacente ao bairro de Inglewood). Um grande portão do zoo localiza-se na Ilha de S. Jorge, no Rio Bow.
A AZA (Associação de Zoos e Aquários), WAZA (Associação Mundial de Zoos e Aquários) e a CAZA (Associação Canadiana de Zoos e Aquários) acreditam o zoo, que foi um dos primeiros do Canadá. Abriga mais de 1.001 animais e 290 espécies diferentes.
É o segundo maior zoo do Canadá. Os “aposentos” de cada animal estão organizados por região geográfica em grandes, realisticas e naturais jaulas. Um jardim botânico e um parque pré-histórico estão também incluidos no zoo.

## Galeria

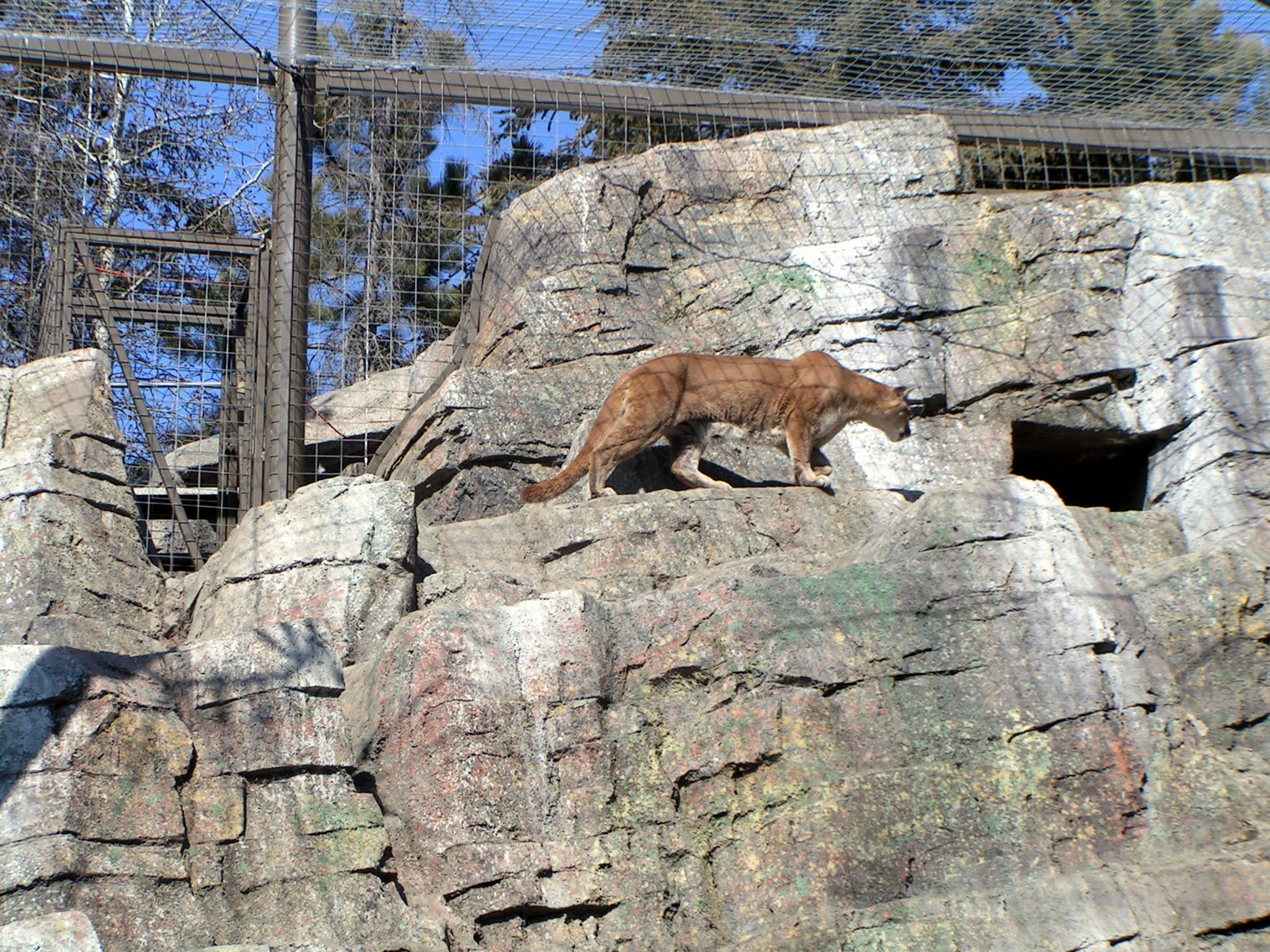
Uma recreação das montanhas rochosas, com um cougar na jaula.

## Ligações Externas
- Site Oficial